# Corigliano d'Otranto
Corigliano d'Otranto (Χωριάνα, traslitterato Choriàna o Koriàna, in grico, Curiànu in dialetto salentino, fino al 1862 chiamata Corigliano) è un comune italiano di 5 524 abitanti della provincia di Lecce in Puglia.
Situato nel Salento, appartiene alla storica regione della Grecìa Salentina, un'isola linguistica di nove comuni in cui si parla il grico, un antico idioma di origine greca.

## Geografia fisica

### Territorio
Il territorio del comune di Corigliano d'Otranto si estende nella parte centrale della provincia per 28,06 km² ; il centro urbano sorge a 97 m s.l.m.; il territorio risulta compreso tra i 73 e i 109 m s.l.m. con un'escursione altimetrica complessiva pari a 36 metri. Il comune giace sopra i banchi calcarei più antichi, quelli del Cretaceo, in genere fratturati e ricoperti di terra rossa. L'agro coriglianese è coltivato principalmente a uliveto. L'alta permeabilità del terreno, che assorbe la maggior parte delle precipitazioni piovose, determina l'assenza di corsi d'acqua superficiali e la presenza sul territorio di manufatti per ovviare a tale penuria, come cisterne e pozzelle.
Confina a nord con i comuni di Soleto, Zollino e Martano, a est con i comuni di Castrignano de' Greci e Melpignano, a sud con i comuni di Maglie e Cutrofiano, a ovest con i comuni di Sogliano Cavour e Galatina.
- Classificazione sismica: zona 4 (sismicità molto bassa), Ordinanza PCM n. 3274 del 20/03/2003

### Clima
Dal punto di vista meteorologico Corigliano d'Otranto rientra nel territorio del basso Salento che presenta un clima prettamente mediterraneo, con inverni miti ed estati caldo umide. In base alle medie di riferimento, la temperatura media del mese più freddo, gennaio, si attesta attorno ai +9 °C, mentre quella del mese più caldo, agosto, si aggira sui +25,1 °C. Le precipitazioni medie annue, che si aggirano intorno ai 676 mm, presentano un minimo in primavera-estate ed un picco in autunno-inverno.
Facendo riferimento alla ventosità, i comuni del basso Salento risentono debolmente delle correnti occidentali grazie alla protezione determinata dalle serre salentine che creano un sistema a scudo. Al contrario le correnti autunnali e invernali da Sud-Est, favoriscono in parte l'incremento delle precipitazioni, in questo periodo, rispetto al resto della penisola.
| Corigliano d'Otranto       | Mesi | Mesi | Mesi | Mesi | Mesi | Mesi | Mesi | Mesi | Mesi | Mesi | Mesi | Mesi | Stagioni | Stagioni | Stagioni | Stagioni | Anno |
| Corigliano d'Otranto       | Gen  | Feb  | Mar  | Apr  | Mag  | Giu  | Lug  | Ago  | Set  | Ott  | Nov  | Dic  | Inv      | Pri      | Est      | Aut      | Anno |
| -------------------------- | ---- | ---- | ---- | ---- | ---- | ---- | ---- | ---- | ---- | ---- | ---- | ---- | -------- | -------- | -------- | -------- | ---- |
| T. max. media (°C)         | 12,9 | 13,8 | 17,9 | 24,1 | 28,0 | 36,1 | 40,9 | 43,3 | 38,1 | 30,3 | 22,2 | 14,1 | 13,6     | 23,3     | 40,1     | 30,2     | 26,8 |
| T. min. media (°C)         | 1,9  | 2,4  | 6,9  | 15,9 | 23,0 | 29,9 | 32,2 | 31,1 | 30,1 | 18,9 | 2,9  | 2,0  | 2,1      | 15,3     | 31,1     | 17,3     | 16,4 |
| Precipitazioni (mm)        | 21   | 11   | 6    | 2    | 0    | 0    | 0    | 0    | 0    | 13   | 31   | 21   | 53       | 8        | 0        | 44       | 105  |
| Umidità relativa media (%) | 70,1 | 55,8 | 48,9 | 44,8 | 41,9 | 37,1 | 19,1 | 7,9  | 7,0  | 30,1 | 46,2 | 57,9 | 61,3     | 45,2     | 21,4     | 27,8     | 38,9 |

- Classificazione climatica di Corigliano d'Otranto:[7]
  - Zona climatica: C
  - Gradi giorno: 1260

## Origini del nome
Il nome del paese viene erroneamente fatto derivare, per mera assonanza, dalla parola "cuore", simbolo che compare nello stemma civico, o, come da doppia tradizione toponomastica greco-latina, da Corelius, il centurione a cui sarebbe stato assegnato il territorio in epoca romana. Il toponimo sarebbe, secondo questa interpretazione, un'evoluzione delle forme latine fundus Corelianus o praedium Corellianum, che oggi nel greco salentino non conoscono altro suffisso che -àna (si vedano i nomi greco salentini Cutrufiàna, Sujàna, Rufàna, Skinzàna e Skurràna), mentre la desinenza in lingua italiana è -ano, rispettivamente il salentino -anu. Contro la tesi di una doppia tradizione toponomastica si potrebbe addurre la testimonianza di Leandro Alberti, che nella sua Descrittione di tutta Italia, un resoconto del suo viaggio nel Salento del 1525, ci informa che "le guardie che accolsero la carovana (come probabilmente anche il resto della gente autoctona di Corigliano) parlavano solo il greco".
Il nome Corigliano si riconduce più verosimilmente, come per altro ipotizzato per Corigliano Calabro, al termine greco bizantino "χωρίον" (traslitterato choríon), rispettivamente all'etimologicamente relazionato termine "χώρα" (chóra), col significato di villaggio, paese, podere, terra o luogo. A sostegno di questa ipotesi c'è il fatto che - come testimoniato tra altre pubblicazioni anche dal "Vocabolario Griko-Italiano" di Don Mauro Cassoni - la pronuncia originaria della χ di Choriàna doveva essere fricativa, come nel greco choríon, e non occlusiva come quella della [c] latina.

## Storia
Il territorio fu abitato da civiltà protostoriche, testimoniate dai resti megalitici di specchie, dolmen e menhir. La fondazione del paese è incerta e potrebbe risalire al periodo della Magna Grecia, al periodo romano o addirittura al periodo pre-romano con i Messapi. Del periodo romano resta il tessuto urbanistico del centro storico nel quale, fra via Capiterra e via Cavour, è individuabile un rettangolo abitativo strutturato su lotti corrispondenti a multipli o sottomultipli dell'actus romano. Allo sviluppo del piccolo centro contribuì il cenobio basiliano di San Giorgio costruito nel IX secolo e nel quale era attiva una scuola di lingua greca e cultura bizantina che lasciò numerosi codici greci, ora custoditi in importanti biblioteche. Questa decadde alla fine del XV secolo con la distruzione del monastero di San Nicola di Casole di Otranto, del quale costituiva una grancia.
Il primo documento scritto in cui compare il nome di Corigliano risale al 1192, quando il re normanno Tancredi d'Altavilla lo concesso in feudo a Pietro Indini. Nei secoli successivi passò sotto il controllo di varie famiglie feudatarie. Nel 1465 fu acquistato dalla famiglia de' Monti, di origine francese, giunta in queste terre al tempo degli Angioini. Nicola Antonio acquistò il feudo direttamente dalla Regia Corte e alla sua morte, avvenuta nel 1480, passò al figlio primogenito Francesco, uomo d'arme, diplomatico e alto funzionario della corte di Ferrandino d'Aragona. Da Francesco il feudo di Corigliano passò al figlio Giovan Battista, che nel 1534 ottenne dall'imperatore Carlo V il titolo di marchese. Tra il 1514 e il 1519, fortificò il paese e ampliò notevolmente il castello dotandolo di potenti artiglierie, di quattro torrioni angolari, nonché di munizioni e di potenti mezzi difensivi. Dopo Giovan Battista, nel possesso del feudo si susseguirono, sempre di padre in figlio, Francesco II dal 1537 al 1557, Giovanni II dal 1557 al 1594, Geronimo dal 1594 al 1644 e Giorgio dal 1644 al 1649; con Giorgio che morì giovane, ha termine il marchesato dei de' Monti. Tra il 1649 e il 1651 il feudo passò prima alla sorella Giulia sposata con Francesco Sanfelice e da questi al figlio Alfonso Sanfelice-de' Monti. Nel 1651, al termine di contrasti nati in relazione alla successione ereditaria di Giorgio de' Monti, l'intera eredità viene messa all'asta e acquistata dal facoltoso barone di Tutino Luigi Trane.

### Simboli

Il gonfalone comunale

Lo stemma Corigliano d'Otranto è stato riconosciuto con D.P.C.M. del 31 agosto 1956.
Il cuore allude per assonanza al nome del paese.
Il gonfalone, concesso con D.P.R. del 21 dicembre 1956, è un drappo partito di bianco e di rosso.

## Monumenti e luoghi d'interesse

### Architetture religiose

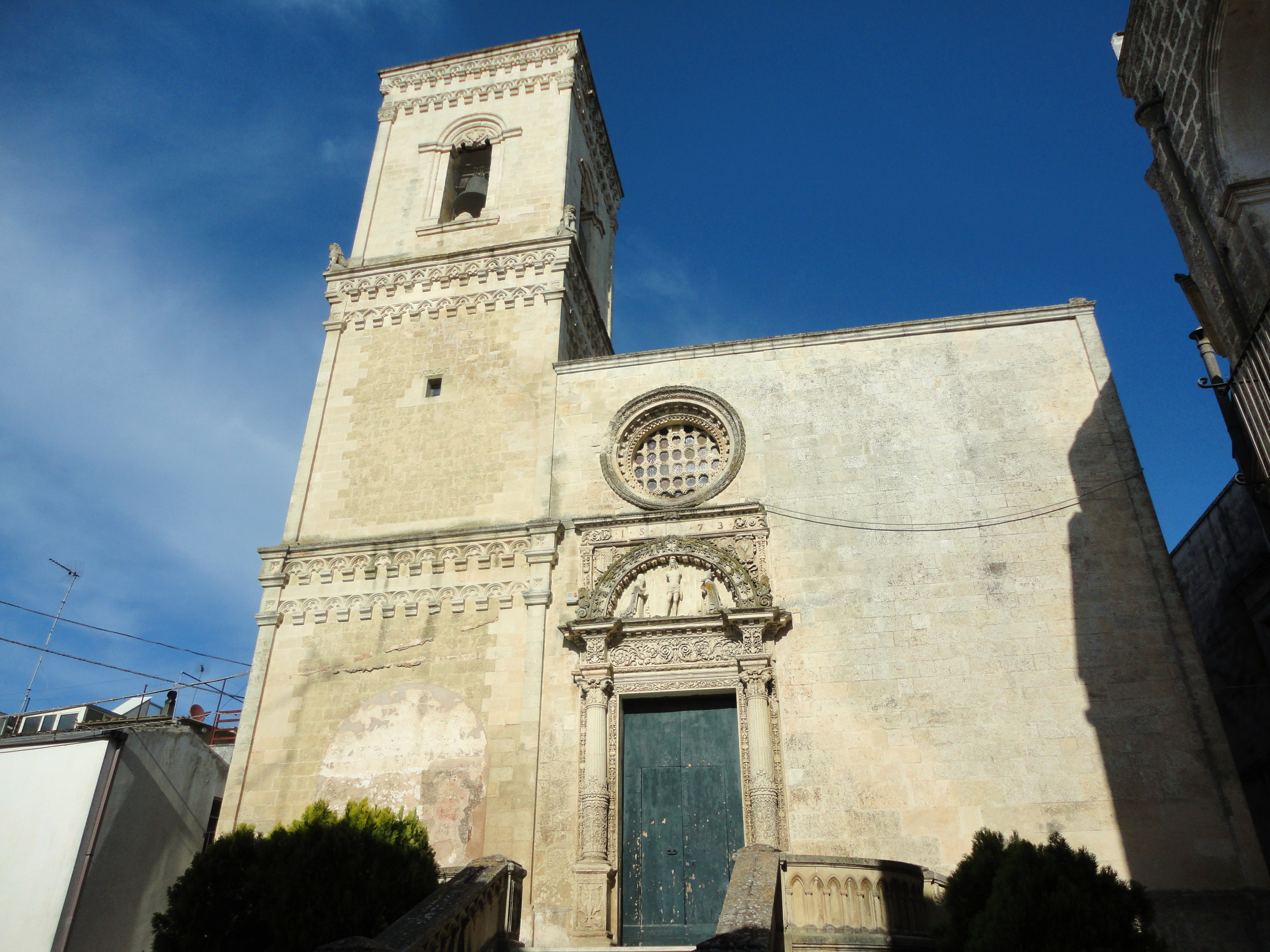
Chiesa madre di san Nicola

- Chiesa madre di San Nicola Vescovo, fu edificata nella seconda metà del XVI secolo sulle fondamenta di una preesistente cappella. Ristrutturata nel 1622, conserva alcuni elementi architettonici dell'antica struttura come il portale d'ingresso del 1573 sormontato da una lunetta con le statue del Redentore, della Vergine e di san Nicola di Mira. La torre campanaria, risalente al 1465 come risulta dal millesimo scolpito in caratteri greci che indica l'anno 6973, è inserita nelle mura urbane di epoca medievale e in origine fungeva da torre di vedetta. L'edificio è impostato su una pianta a croce latina a tre navate divise da colonne che reggono la copertura della navata centrale decorata da cordoni a fogliami. Nel 1878 i fratelli Maselli di Cutrofiano realizzarono il mosaico pavimentale raffigurante diverse scene bibliche che si snodano lungo l'Albero della vita, analogamente a quanto avviene nel pavimento della Cattedrale di Otranto. Nella navata destra sono posizionati gli altari di san Francesco di Paola, di san Nicola, di san Pietro Martire, dell'Immacolata e del Crocefisso. Nel transetto destro si erge il grande altare di san Nicola, intagliato nel 1716 dal coriglianese Gaetano Carrone, e quello della Madonna del Carmine. Il transetto sinistro è occupato dall'altare della Madonna del Rosario, attiguo a questo il cappellone del Sacramento. Nella navata sinistra sono ospitati gli altari settecenteschi dei Santi Gaetano di Thiene e Ignazio di Loyola, di sant'Antonio da Padova, di san Luigi Gonzaga e di sant'Oronzo. Sulla cantoria è collocato un organo a canne realizzato agli inizi del Settecento.
- Campanile della chiesa madre. La struttura, molto simile nell'impianto e negli alzati alla guglia della vicina Soleto, è incompleta per via dell'interruzione delle opere di costruzione: mancano l'ultimo registro e la lanterna. Come per la più famosa guglia soletana, presenta la medesima morfologia, con bifore nell'ultimo registro. L'anno di edificazione, o di interruzione, del campanile, riportato ad incisione su una pietra del prospetto, è il 1465, il che avvalora l'ipotesi che anche la stessa guglia di Soleto risalga alla prima metà del XV secolo.[17] e non alla fine del XIV secolo, quindi alla committenza di Giovannantonio del Balzo Orsini e non al padre Raimondello, come da molti autori sostenuto.[senza fonte]

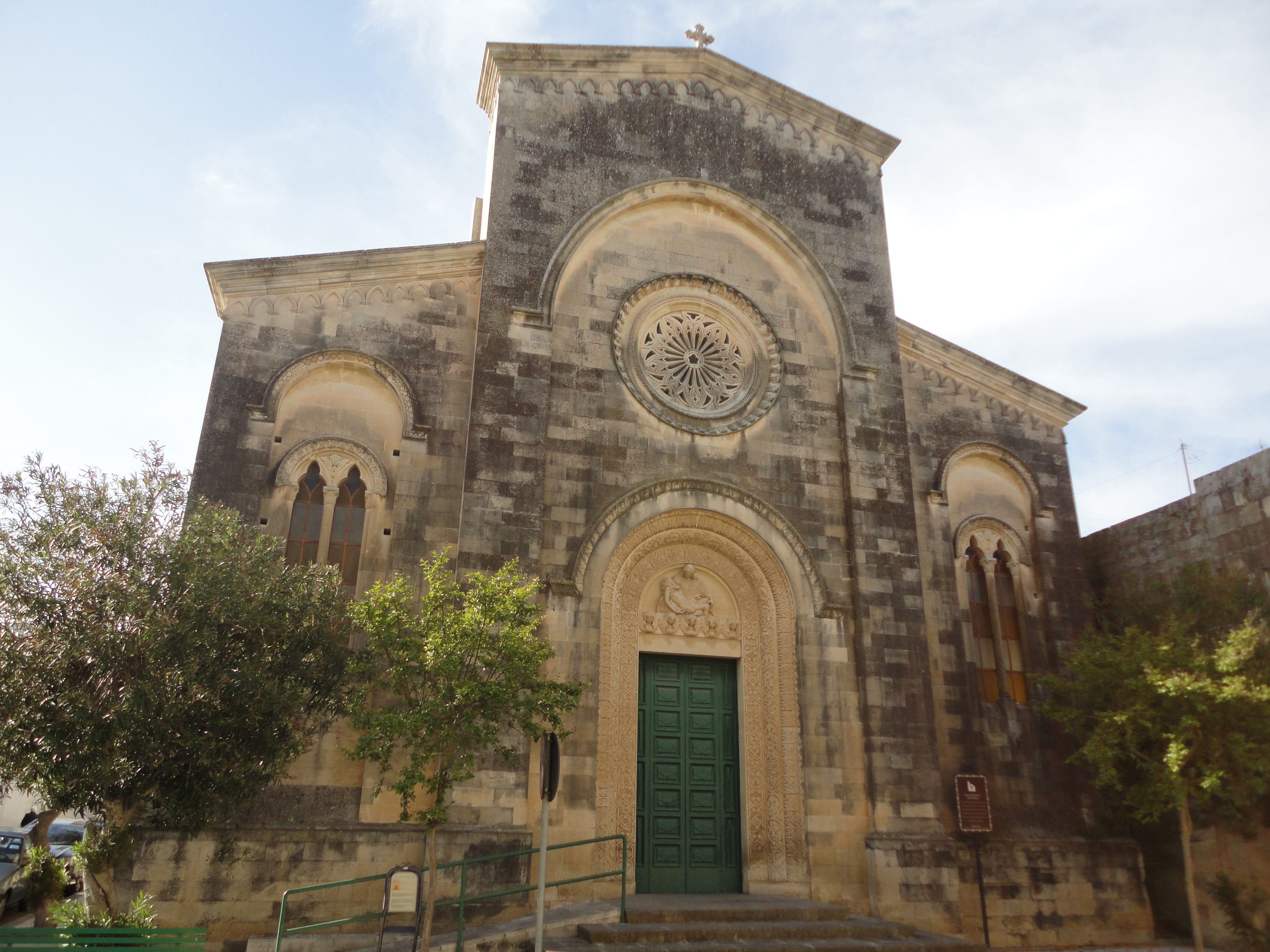
Chiesa dell'Addolorata

- Chiesa dell'Addolorata, costruita in stile neogotico tra gli anni venti e gli anni sessanta del XX secolo, è sede della Confraternita dell'Addolorata, la quale originariamente officiava nella chiesa dell'Assunta demolita nel 1926 per allargare Piazza San Nicola. La facciata ha un solo portale, decorato con motivi geometrici, sormontato da archi a tutto sesto che terminano nel telaio della porta, costituito da un bassorilievo raffigurante La Pietà, opera dello scalpellino Giovanni Malorgio. Sul portale, in asse con la navata centrale, vi è il rosone. In corrispondenza delle navate laterali si aprono due bifore, racchiuse da un arco a tutto sesto. L'interno è caratterizzato dalla superficie a vista delle pareti in pietra leccese; nella navata laterale destra si conserva una grande tela raffigurante la Madonna Immacolata, realizzata dal pittore Oronzo Letizia di Alessano intorno alla fine del XVII secolo, mentre una grande tela del coriglianese Raffaele Del Savio, sistemata sulla parete interna della facciata, raffigura La vita dell'uomo (1979).
- Chiesa della Madonna delle Grazie, l'attuale chiesa della Madonna delle Grazie risale alla prima metà del XVII secolo e sostituisce un'antica chiesa dello stesso titolo della quale si conserva un affresco bizantino della Madonna di Costantinopoli. La facciata, inquadrata da due robuste paraste angolari e coronata da una cornice a dentelli, è arricchita dal portale d'ingresso posto in asse con il finestrone. L'interno è impostato su una pianta a navata unica coperta da una volta a botte lunettata, con cordone a fogliame in chiave. Lateralmente sono disposti gli altari di sant'Antonio da Padova del 1649 e di santa Marina, raffigurata nella tela della titolare al centro; l'altare fu realizzato nel 1797 dal sacerdote Oronzo Rizzo di Corigliano. Originariamente la chiesa era dotata di altri due altari laterali: uno dedicato alla Natività di Gesù, l'altro a san Giorgio.

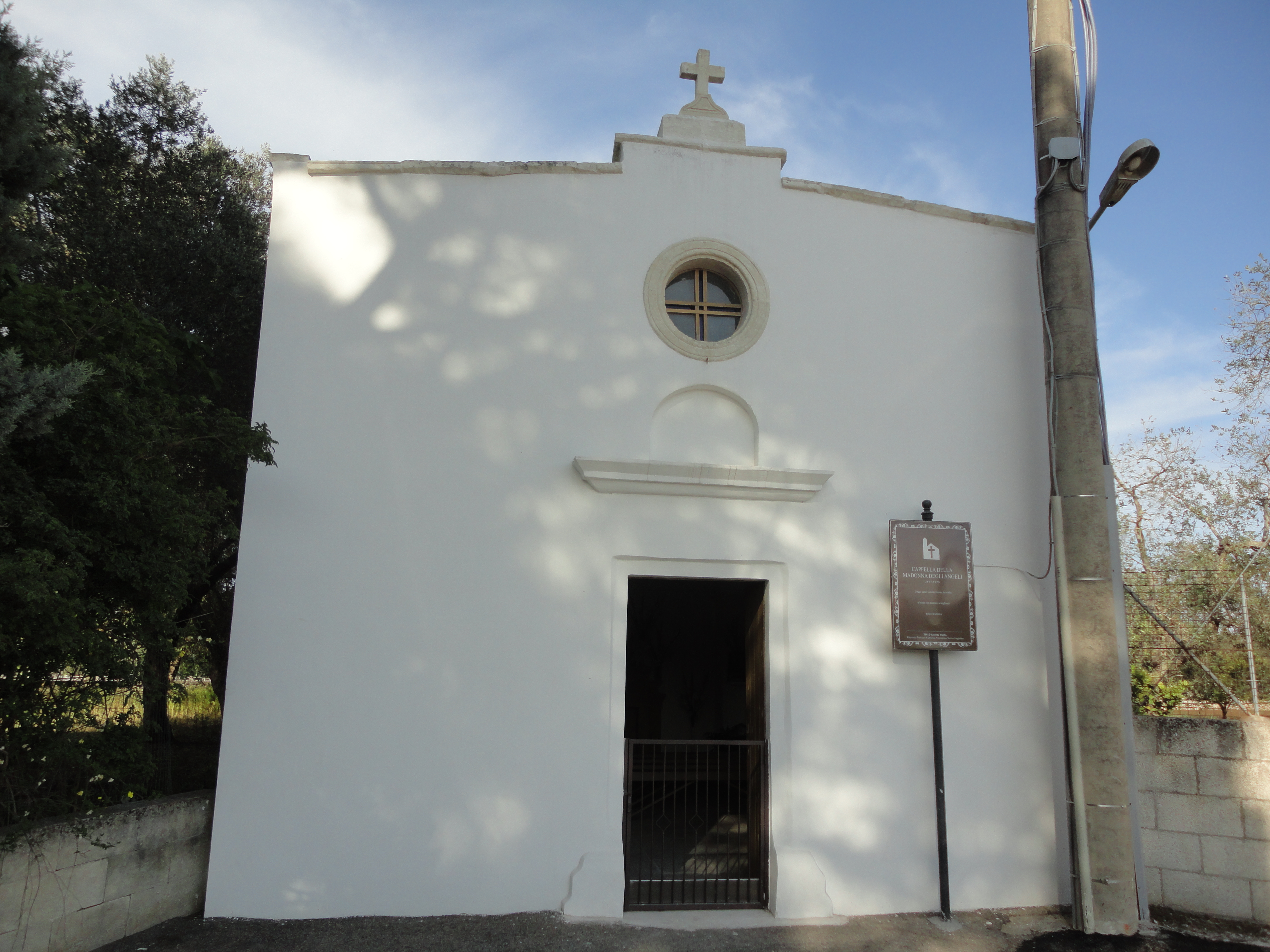
Cappella della Madonna degli Angeli

- Cappella della Madonna degli Angeli, databile tra il XVI e il XVII secolo, è costituita da un unico vano coperto da una volta a botte lunettata evidenziata in chiave da un festone a fogliami. Le semplici linee architettoniche della facciata si ripetono all'interno che accoglie un piccolo altare maggiore sul quale campeggia un dipinto del Chiarello del 1994. Nel pomeriggio del lunedì dell'Angelo, nel piazzale antistante si teneva, fino al 2011, una piccola festa che culmina con la gara dell'albero della cuccagna.
- Cappella di San Leonardo, costruita intorno alla seconda metà del XV secolo è costituita da una navata orientata a est coperta da una volta a botte, da un rosone a otto raggi e da un piccolo campanile a vela. Nell'interno è posto l'altare di san Leonardo arricchito dall'arme dei feudatari de' Monti. Sull'architrave della porta principale è incisa un'iscrizione latina.

### Architetture civili
- Piazza Vittoria, è un'estesa zona verde destinata a giardini pubblici dove predominano i lecci. Su quest'area, nella parlata locale denominata "ezzumero" (luogo posto fuori le mura), convergono diverse vie che collegano il paese ai centri vicini ed alla campagna circostante. Secondo la leggenda, in questa piazza fu sepolto il generale dell'esercito turco morto durante l'assedio del paese. In passato era molto più estesa ed era il luogo in cui si svolgevano le più importanti attività commerciali del paese: ospitava settimanalmente un fiorente mercato a cui si aggiungevano appuntamenti di maggior rilievo come una fiera, ogni 22 di aprile, giorno di San Giorgio, a cui accorreva un gran numero di mercanti provenienti da lontano. L'antica frequentazione del luogo è testimoniata ancora dalla presenza di due frantoi oleari sotterranei e da un gran numero di cisterne pubbliche, ormai dismesse da diversi anni, alle quali, anticamente, tutta la popolazione poteva liberamente attingere. Il lato nord dell'ampia piazza lambisce alcuni tratti della cinta fortificata cinquecentesca ancora riconoscibili dal caratteristico toro che sporge dalle antiche strutture murarie. Al centro della piazza si erge il Monumento ai Caduti di Corigliano, che ricorda gli eroi morti in guerra per la difesa della patria e sul quale campeggiano i versi di Giacomo Leopardi "...Beatissimi voi, ch'offriste il petto alle nemiche lance per amor di costei ch'al sol vi diede...".

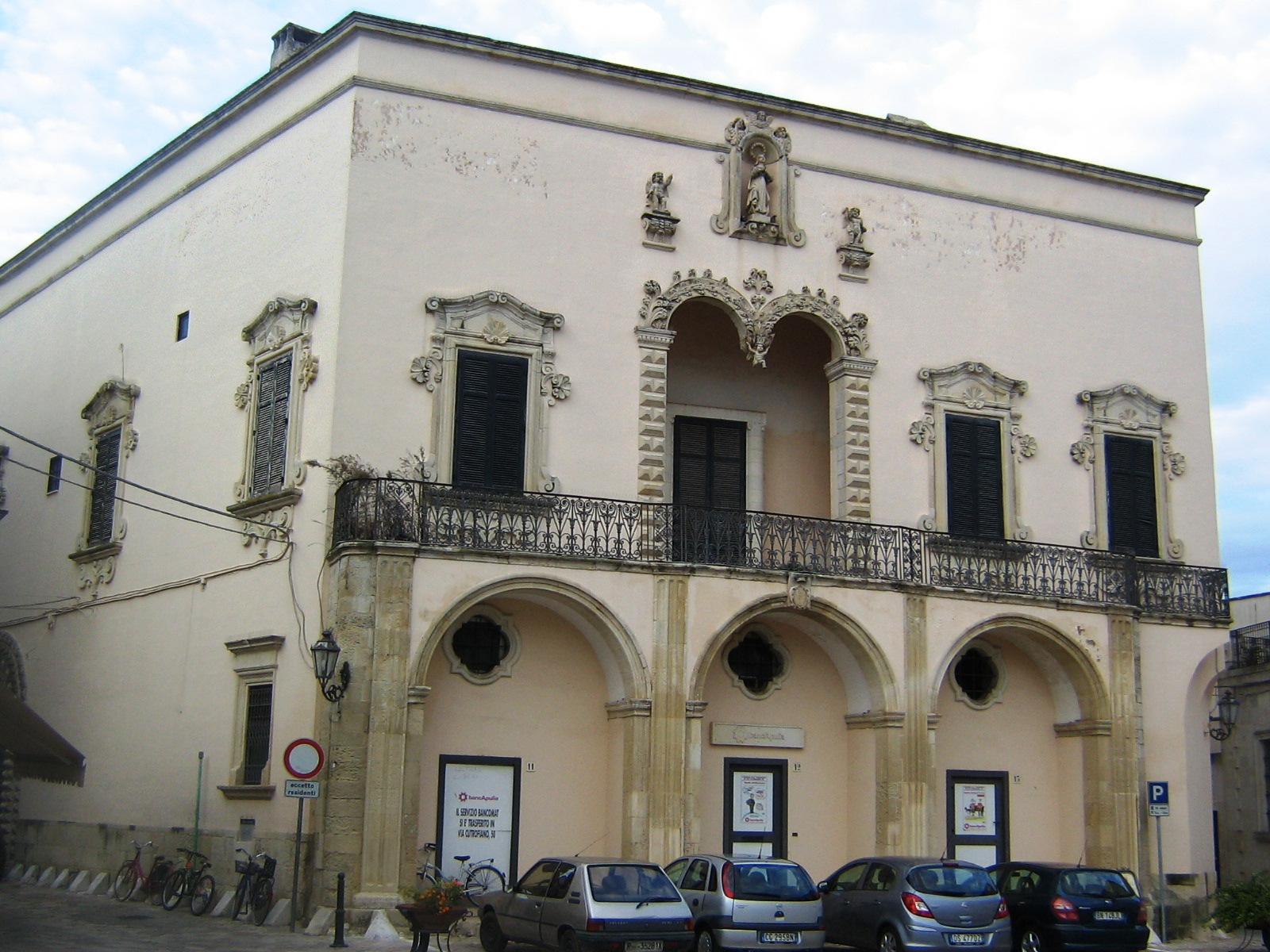
Palazzo Comi

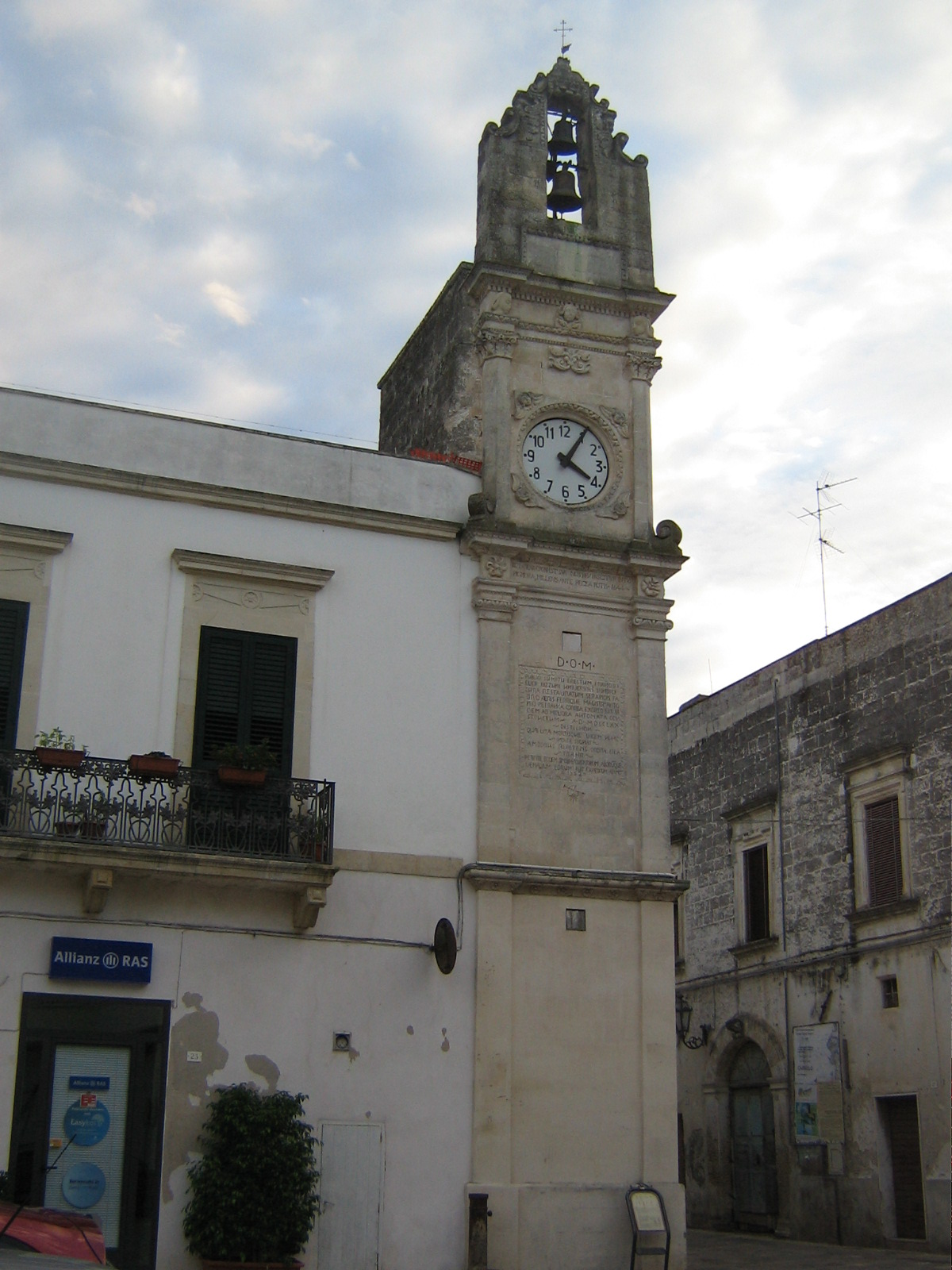
Torre dell'Orologio

- Palazzo Comi, l'elegante mole di Palazzo Comi si affaccia nella centrale Piazza San Nicola, insieme ad altri episodi di edilizia minore. Si tratta di un alto fabbricato a due piani costruito nel 1755 e che a piano terra ingloba alcune residue strutture di preesistenti edifici. L'ingresso principale del palazzo è in corrispondenza del grande portale bugnato lungo la via Moncenisio. Per la strutturazione dei volumi e per l'ornato delle facciate costituisce un significativo esempio di architettura civile settecentesca con evidenti richiami di tipo classico nell'impostazione delle facciate. Sulla facciata principale gli ornati della falsa bifora del balcone superiore e quelli della soprastante nicchia in cui è collocata la statua dell'Immacolata sono riferibili ai coriglianesi Gaetano e Orazio Carrone. Nei locali a piano terra si conserva il frammento di un'iscrizione a caratteri greci che è una delle poche testimonianze del passato bizantino di Corigliano rimaste nel paese.
- Palazzo Peschiulli, del 1781, prende il nome da un'antica famiglia coriglianese. In esso, secondo la tradizione, domiciliava abitualmente l'archimandrita di tutti i salentini di rito greco. Alla famiglia Peschiulli appartenne il poeta Andrea (1601 - Roma 1691), del quale si conservano numerosi componimenti poetici. Al suo interno ingloba alcune strutture di preesistenti costruzioni cinque-seicentesche. A destra della facciata, un'arcata immette in un'ampia corte sulla quale prospettano un palazzetto settecentesco con iscrizioni latine sugli architravi delle finestre a primo piano e un altro più antico con accesso da una balconata; quest'ultimo è dotato, a scopo difensivo, di saettiere ricavate nello spessore del parapetto terminale impostato su mensole a sbalzo dalla facciata sottostante.
- Palazzo de' Monti, sito in Via Alighieri, della seconda metà del Cinquecento, costruito dall'omonima famiglia feudataria e rimaneggiato nel XIX secolo, è attualmente noto come Palazzo Gervasi. Sulla facciata spiccano le decorazioni di gusto rinascimentale di due balconcini a primo piano e quelle del portale d'ingresso a piano terra con l'arme dei de' Monti in chiave.
- Palazzo Coia, è un robusto edificio di impianto cinquecentesco, rimaneggiato nei secoli successivi, la cui facciata è caratterizzata da iscrizioni incise sugli architravi delle aperture al piano superiore e che datano dalla metà del Cinquecento sino alla metà del Settecento; tra queste, la più antica è quella della finestra più vicina all'angolo nella quale compare il motto "CONTRA RAGGION INVIDIA NON HA LOCO" che vi fu inciso nel 1563.
- Torre dell'orologio, situata in Piazza San Nicola, la Torre dell'orologio civico è costituita da tre ordini, evidenziati da cornici marcapiano, al termine dei quali si imposta un piccolo campanile a vela. La decorazione evidenzia le modifiche subite nel tempo attestate anche dalle iscrizioni latine dalle quali si deduce che l'antica struttura fu ricostruita nel 1644 e modificata nel 1770; le iscrizioni che ricordano i lavori eseguiti nel 1644 furono composte dal letterato di Corigliano Andrea Peschiulli. Come vuole la tradizione, vi fu sistemato "un grande orologio di ferro" che i coriglianesi sottrassero ai turchi allorquando, nel 1632, al comando del loro feudatario Giorgio de' Monti, li vinsero a Castro liberando la città da essi occupata.
- Arco Lucchetti, l'antichissimo portale noto come Arco Lucchetti, sito in Vico Freddo, delimita l'ingresso di un cortile ed è costituito da tre elementi di spoglio monolitici provenienti da altro monumento e realizzati in pietra leccese: un architrave a sesto ribassato segato e riattato durante il rimontaggio risulta in parte conservato; e due piedritti corrosi nella metà inferiore. La ricca decorazione del portale, di complessa simbologia[18], occupa interamente la superficie frontale e quella di intradosso dell'arcata. Il rimontaggio fu realizzato nel 1497[19]. da mastro Nicola Robi, al quale viene dedicata l'epigrafe. L'intera decorazione dell'arco è chiaramente medievale e rimanda ai portali di edifici ecclesiastici del Romanico otrantico, mentre risultano ascrivibili al 1497[20] solo le epigrafi aggiunte e alcune sovraddecorazioni durante il rimontaggio. L'arco è chiaramente romanico. Attualmente immette all'interno di una corte nella quale si intravedono iscrizioni latine cinquecentesche incise sugli architravi delle porte.
- Serbatoio dell'Acquedotto, l'orizzonte a nord-ovest del paese è occupato dal modesto rilievo della Serra sulla quale si erge la massiccia mole cilindrica di un serbatoio idrico; costruito dall'Acquedotto Pugliese negli anni trenta, è alto circa 40 metri e contiene una riserva idrica di oltre 22.000 metri cubi destinati a soddisfare un vasto bacino d'utenza. È alimentato da una condotta a pressione proveniente da un sottostante impianto di sollevamento. Il manufatto è degno di un certo interesse sotto l'aspetto ingegneristico, rimanendo tutt'oggi uno dei più grandi serbatoi idrici di superficie, nonché primo in Europa per grandezza. Dalla sua sommità, nelle giornate limpide è possibile scorgere gran parte della penisola salentina e i due mari che la circondano. Questo serbatoio, insieme alla torre per telecomunicazioni che lo affianca, costituisce l'inconfondibile segno distintivo del profilo del territorio coriglianese.

### Architetture militari

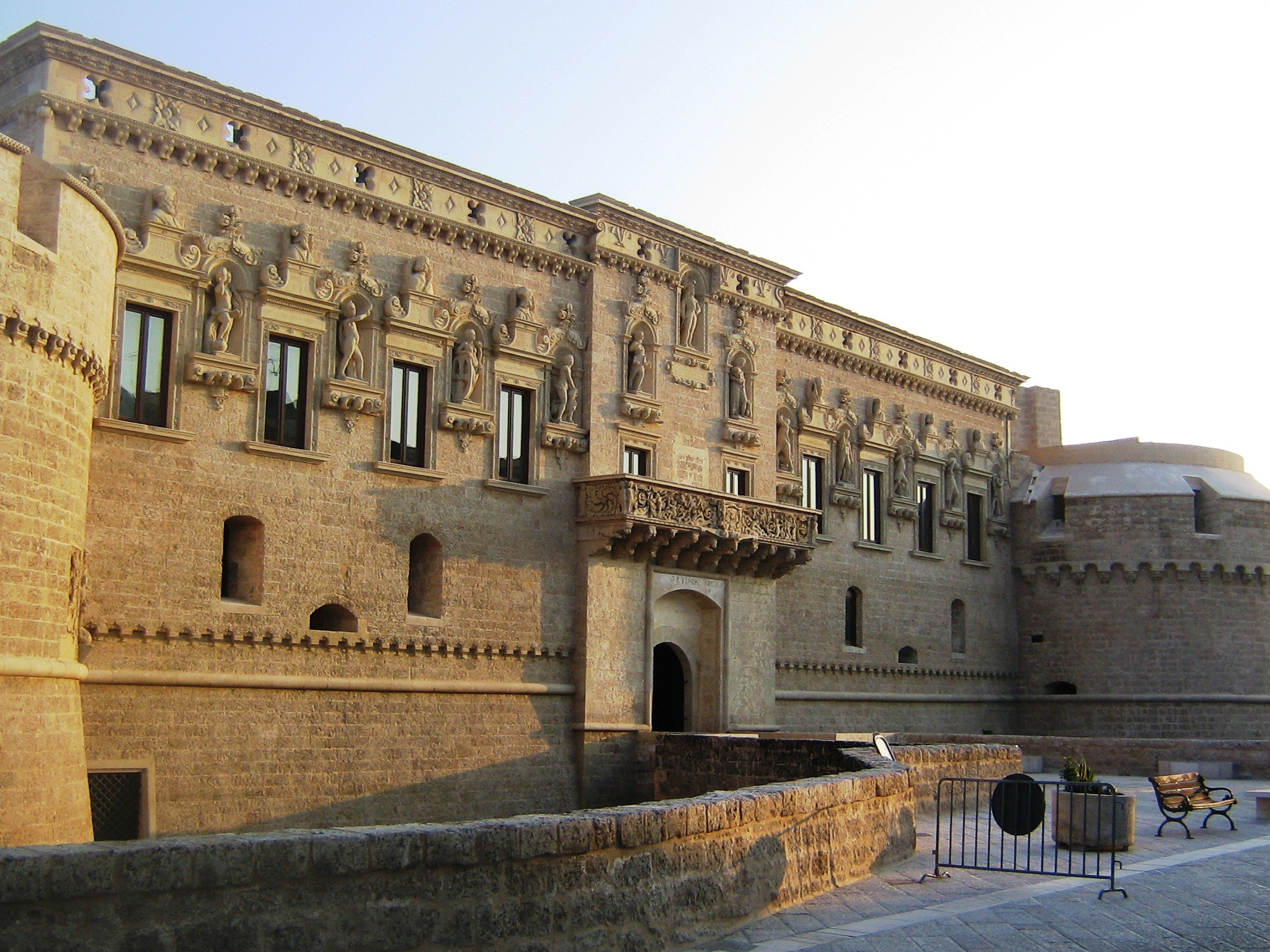
Castello

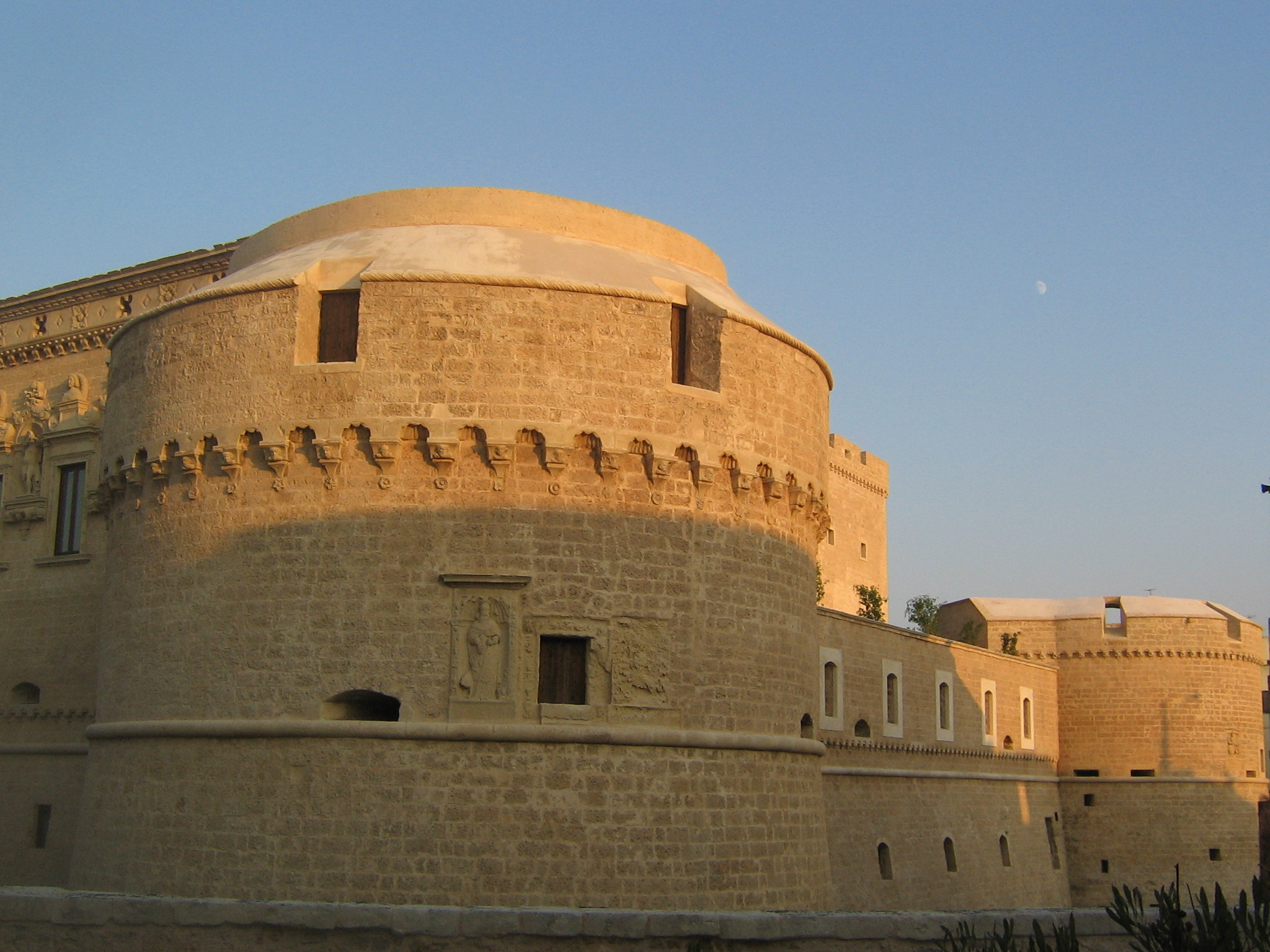
Castello, vista laterale.

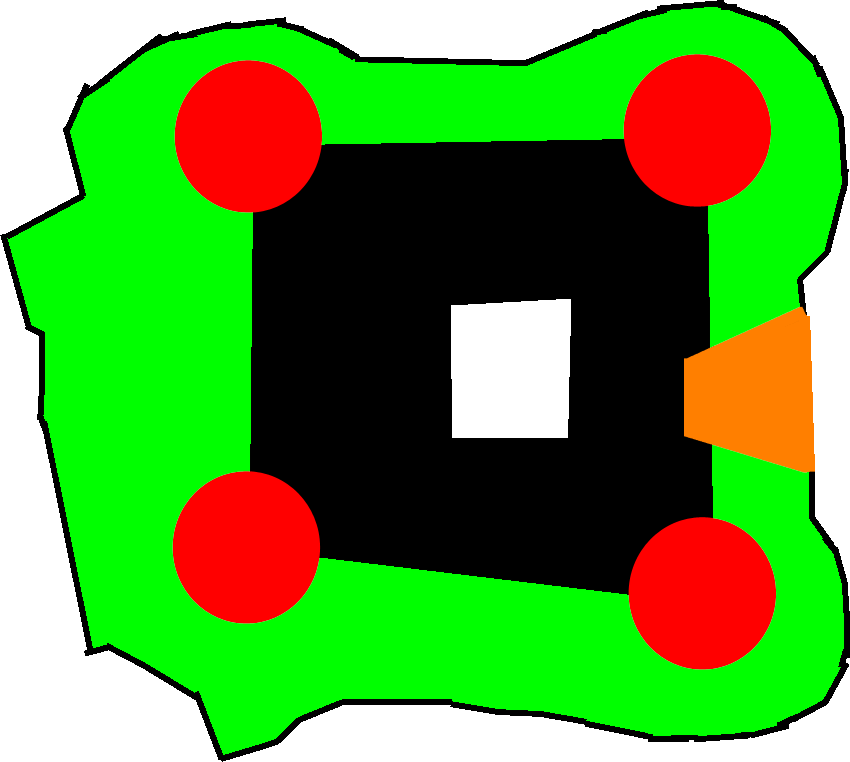
Piantina semplificata del castello.

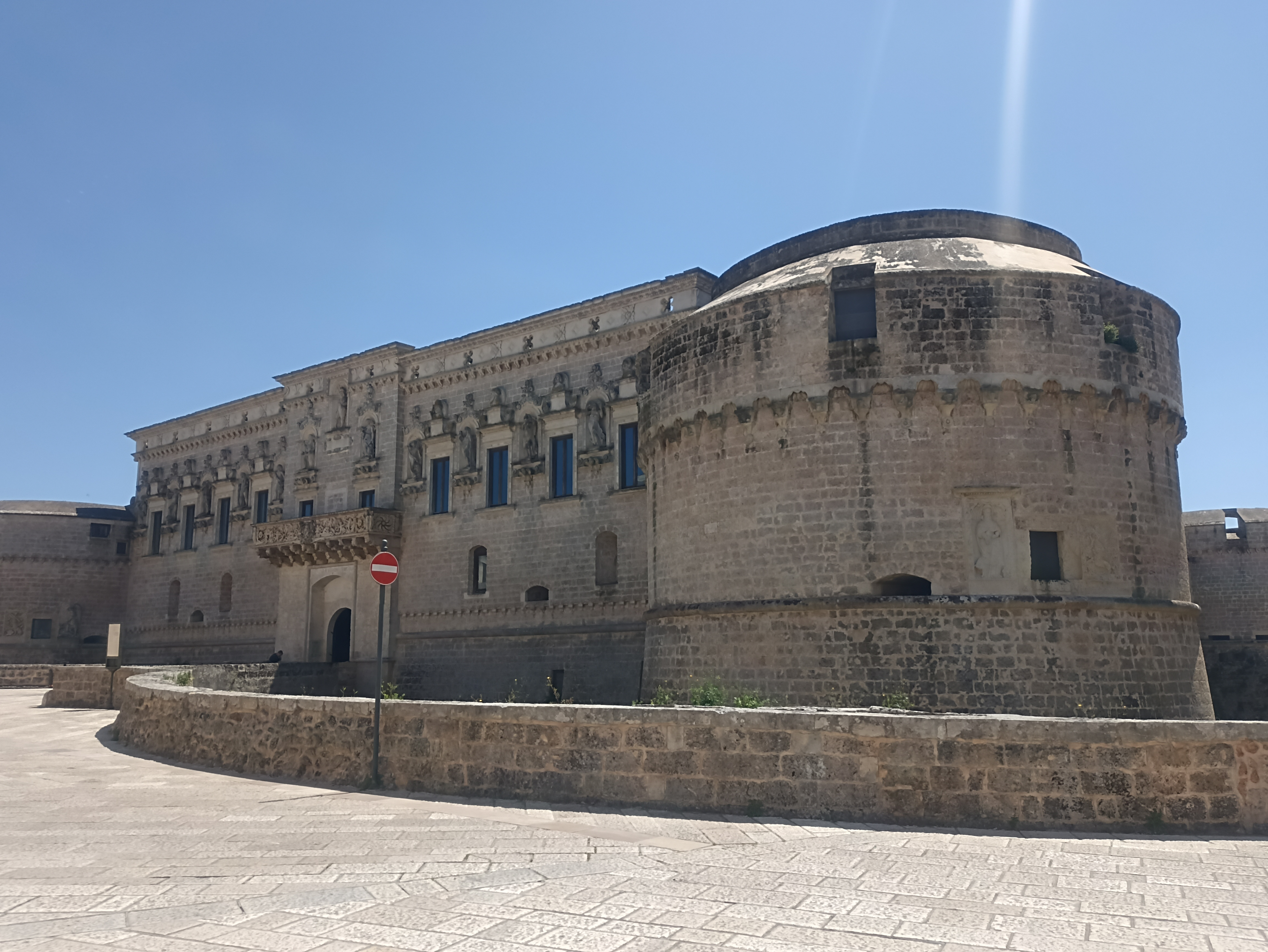
Castello, vista panoramica.

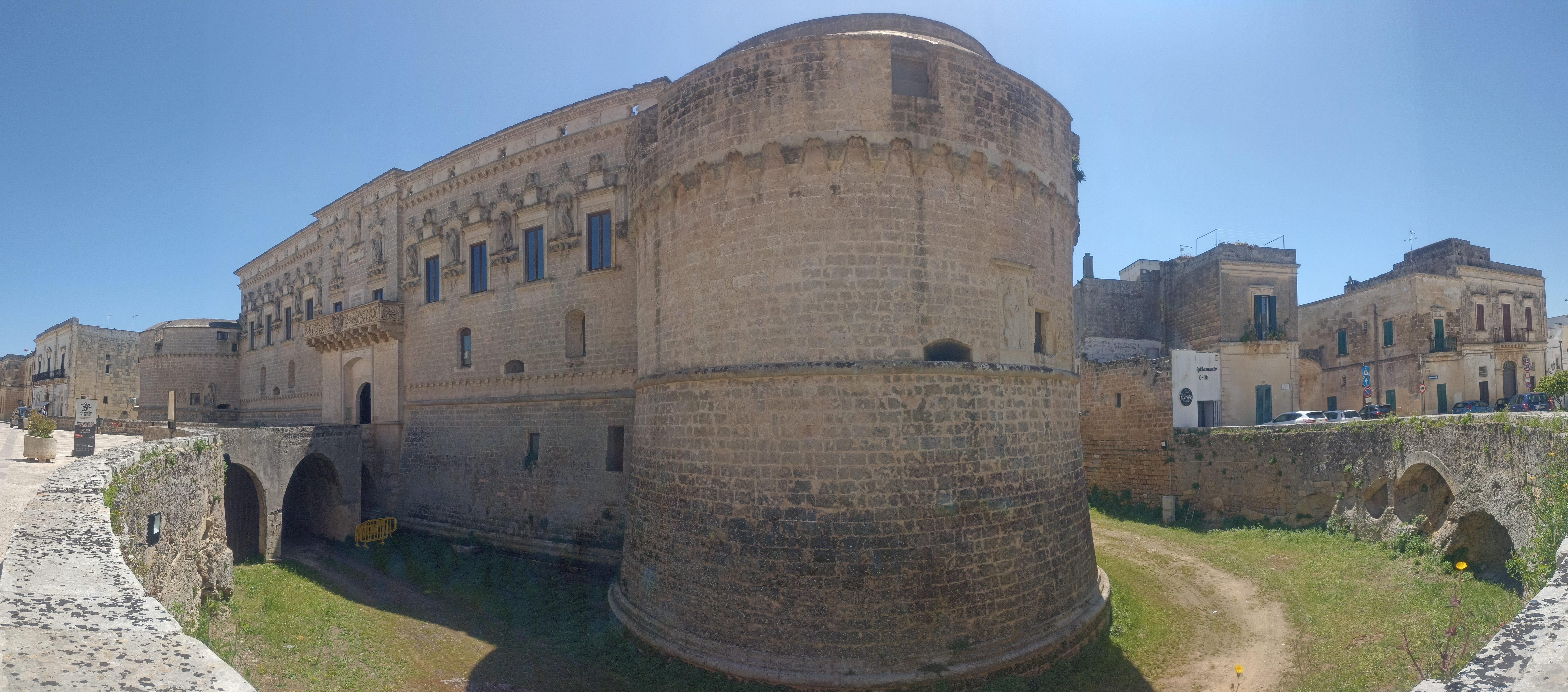
Castello, vista panoramica.

- Castello de' Monti, attestato sul versante sud-est dell'antica cerchia muraria, il Castello de' Monti rappresenta, secondo le parole di G. Bacile di Castiglione, il «più bel monumento di architettura militare e feudale del principio del Cinquecento in Terra d'Otranto», ed è sicuramente il modello più compiuto del trapasso dalle torri quadre a quelle rotonde: il castello ha infatti impianto quadrangolare con quattro torri angolari a base scarpata e a tre livelli di fuoco, circondato da un profondo fossato. Di impianto medievale, il castello fu radicalmente ristrutturato e ampliato tra la fine degli anni Novanta del Quattrocento[20] e i primi del Cinquecento (1515-19) da Giovan Battista de' Monti che lo adeguò alle esigenze belliche ed ai princìpi dell'arte militare del tempo avvalendosi di maestranze locali. È interamente circondato da un fossato e si sviluppa su una pianta quadrata ai cui angoli si innestano quattro poderosi torrioni circolari; a questi era affidata la maggiore efficacia dell'intero sistema difensivo, come denotano le numerose cannoniere che si aprono lungo i fianchi in corrispondenza delle casematte interne disposte a piano terra ed a primo piano. Ogni torrione presenta l'araldica dei de' Monti accompagnata dalle raffigurazioni allegoriche delle quattro virtù cardinali e dai bassorilievi di altrettanti Santi sotto la cui protezione è posto ciascun torrione. Guardando la facciata principale, il torrione a sinistra è intitolato a San Michele Arcangelo la cui effigie è affiancata dall'allegoria della fortezza; il torrione a destra è intitolato a Sant'Antonio Abate al quale è affiancata, anche se ormai praticamente cancellata per l'erosione del materiale lapideo, l'allegoria della temperanza. Gli altri torrioni sono intitolati a San Giorgio e a San Giovanni Battista, ai cui bassorilievi sono associate, rispettivamente, le raffigurazioni allegoriche della prudenza e della giustizia. Venuta meno l'originaria funzione difensiva che sicuramente restò di primaria importanza per tutto il Cinquecento, alla metà del Seicento il castello fu adattato, secondo la moda del tempo, ad esigenze estetiche e di rappresentatività della famiglia del feudatario. Infatti, il duca Francesco Trane, appartenente alla famiglia feudataria che nel 1651 aveva acquisito il feudo dall'ultimo dei de' Monti, nel 1667 ingentilì l'austero edificio militare facendo costruire una nuova facciata, sovrapposta alla preesistente, sulla quale schierò una serie di statue allegoriche accompagnate da iscrizioni celebrative e dai busti dei grandi condottieri del passato; al centro fece porre la sua statua affiancata dalle allegorie della giustizia e della carità. La targa epigrafica posta ai suoi piedi informa sulle sue doti e sui suoi titoli nobiliari: "PONDERAT HEC CULPAS HEC EXIBET UBERA NATIS / HIC ASTREA MICANS HINC PELICANUS AMANS / FRANCISCUS TRANUS BARO TUTINI AC DOMINUS / STATUS COROLIANI CASTRUM HOC EXORNANDUM CURAVIT 1667" ("questa giudica i misfatti, quest'altra porge le mammelle ai figlioletti; da un lato la splendente Astrea, dall'altro l'amorevole Pellicano; Francesco Trane barone di Tutino e signore dello Stato di Corigliano si prese cura di abbellire questo castello nel 1667"). Dotò pure la nuova facciata principale di un balcone a sbalzo delimitato da un'elegante balaustra in pietra leccese riccamente decorata da fregi, animali fantastici e motivi floreali al centro dei quali fece incastonare l'arme del proprio casato. La facciata barocca posta in corrispondenza del ponte d'accesso è opera del 1667 di maestranze locali dirette dal mastro coriglianese Francesco Manuli.

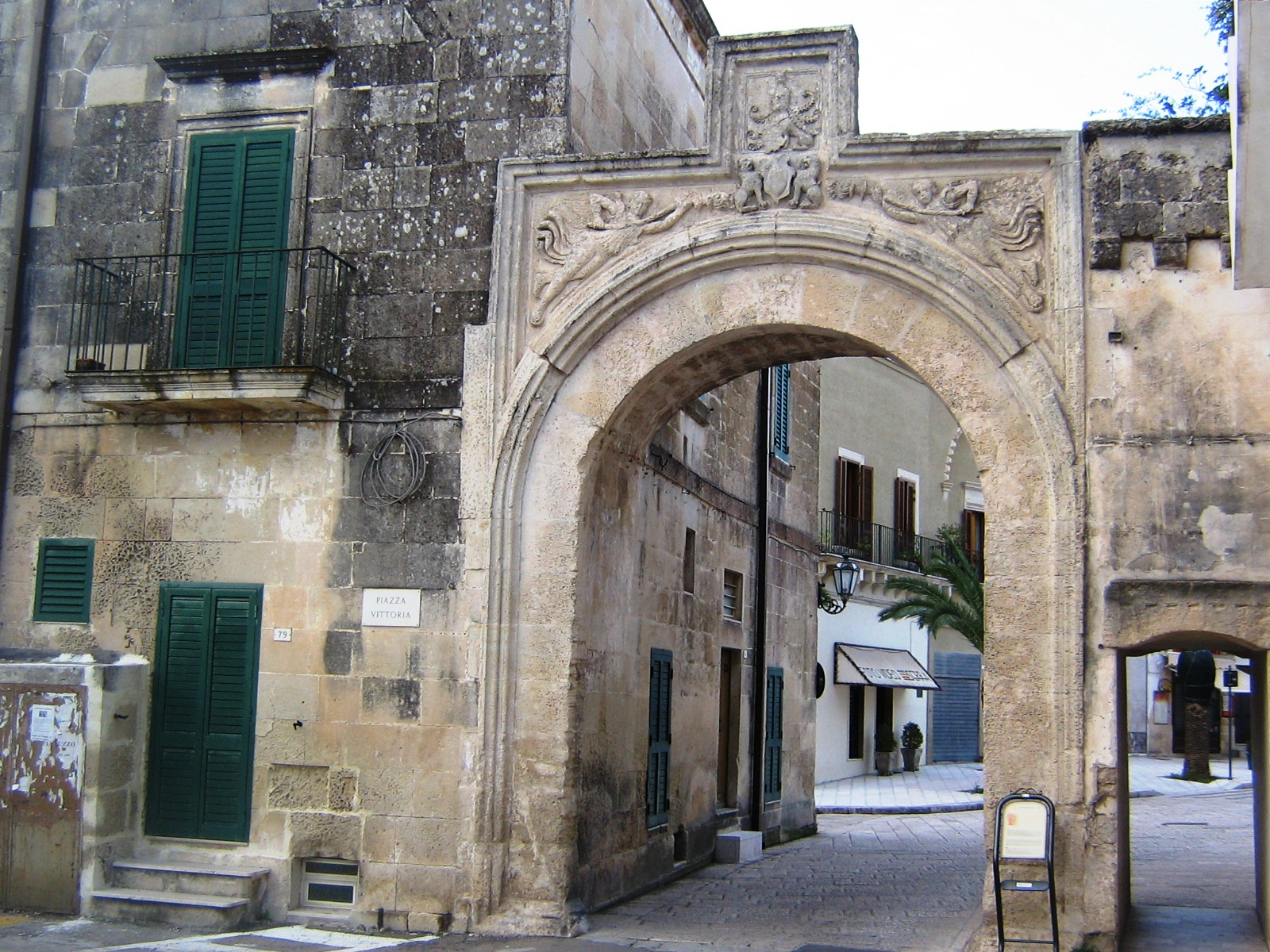
Porta Sud

- Porta Sud, localmente denominata Caporta (dal grico cau+porta, "porta sud"), è ubicata a ridosso del castello ed è sormontata dallo stemma civico e dall'arme araldica di Giovan Battista de' Monti, il feudatario che intorno ai primi del Cinquecento dotò il paese di un valido sistema difensivo. Sulla cornice superiore il motto "INVIDIA INOPIA FA" inciso in capitale umanistica pochi anni dopo la costruzione della porta invitava, e invita ancora oggi, a non avere invidia di tutto ciò che la cinta muraria racchiudeva al suo interno. Una vera e propria porta della vittoria, una sorta di 'arco di trionfo' con l'inserimento di due vittorie alate esemplate da Porta capuana di Napoli[20] . Un breve tratto delle antiche mura si innesta sul fianco destro della porta.
- Antiche mura di cinta, correvano lungo il perimetro oggi segnato da via Palestro, via Santi e via Pendino, si collegavano al castello, ed erano intercalate da torri di avvistamento, delle quali una era senz'altro l'attuale campanile della Chiesa Madre. Alle due estremità dell'asse principale, si aprivano due porte che erano le uniche vie di accesso al paese e dal paese alla campagna, la Cau-porta e l'Anu-porta (dal grico anu+porta, "porta nord") che si apriva nello spiazzo prospiciente la Chiesa Madre. Oggi si possono vedere piccoli tratti di mura di cinta nell'attuale via Don Bosco. Esse sono facilmente riconoscibili perché caratterizzate da un elemento architettonico inconfondibile: un cordone semicilindrico che sporge ad un'altezza variabile dai tre a quattro metri dall'attuale piano stradale e che ripeteva, continuandolo, il cordone che cinge i torrioni angolari ed i bastioni del castello.

### Aree naturali

#### Quercia Vallonea
Lungo Via Moncenisio si può ammirare un secolare e maestoso esemplare di Quercia Vallonea (quercus ithaburensis subs. macrolepis Kotschy), appartenente alla famiglia delle fagacee e senza dubbio la specie arborea più suggestiva della flora salentina. Caratteristica di questa specie arborea sono le grosse ghiande dalle quali anticamente si ricavava il tannino impiegato, tra l'altro, nella concia delle pelli. È uno dei pochi esemplari sopravvissuti nel Salento. La quercia di Corigliano ha un diametro del tronco di 1 metro e una chioma di 20 metri, con un'altezza di circa 15 metri. Nel dialetto grico è conosciuto con il nome di valani, dal greco "Balanos" (ghianda). Il giardino pubblico in cui sorge è sede, da alcuni anni, di numerose manifestazioni legate alla cultura grica, promosse dal circolo culturale "Argalìo" che ha la sua sede in alcuni antichi locali costruiti proprio sotto la chioma della grande quercia.

## Società

### Evoluzione demografica
Abitanti censiti

### Etnie e minoranze straniere
Al 31 dicembre 2020 a Corigliano d'Otranto risultano residenti 152 cittadini stranieri. Le nazionalità principali sono:

Dislocazione dei comuni della Grecìa Salentina

- Marocco - 62
- Romania - 41

### Lingue e dialetti
A Corigliano d'Otranto, comune della Grecìa Salentina, oltre al dialetto salentino, si parla il grico.
Il grecanico o grico è un dialetto (o gruppo di dialetti) di tipo neo-greco residuato probabilmente di una più ampia e continua area linguistica ellenofona esistita anticamente nella parte costiera della Magna Grecia. I greci odierni chiamano la lingua Katoitaliótika (Greco: Κατωιταλιώτικα, "Italiano meridionale"). La lingua, scritta in caratteri latini, presenta punti in comune con il neogreco e nel frattempo vocaboli che sono frutto di evidenti influenze leccesi o comunque neolatine. Da una rilevazione titolata "Stato della grecità linguistica nell'isola neogreca di Terra d'Otranto" effettuata tra l'aprile e il novembre 1964 da B. Spano, Corigliano d'Otranto risulta essere il secondo comune della Grecìa salentina dopo Sternatia nella percentuale del più alto numero di parlanti il grico, cioè il 71,1% del totale degli abitanti. Oggi il grico a Corigliano è generalmente usato, o quantomeno compreso, tra la fascia d'età che va dai trent'anni in su.

## Cultura

### Istruzione

#### Biblioteche
- Biblioteca comunale[24]

#### Scuole
Nel comune di Corigliano d'Otranto hanno sede una scuola dell'infanzia, una scuola primaria e una scuola secondaria di I grado appartenenti al locale Istituto Comprensivo Statale. È presente anche una scuola dell'infanzia paritaria.

## Infrastrutture e trasporti

### Strade
I collegamenti stradali che interessano il comune sono:
- Da nord Strada statale 16 Adriatica;
- Da sud Strada statale 275 di Santa Maria di Leuca Maglie-Santa Maria di Leuca;
- Ex Strada statale 664 Mediana del Salento ora Strada provinciale 367;
- Strada provinciale, Corigliano d'Otranto-Galatina;
- Strada Provinciale 35, Corigliano d'Otranto-Castrignano de' Greci;
- Strada provinciale 49, Corigliano d'Otranto-Cutrofiano;
- Strada provinciale 228, Corigliano d'Otranto-Melpignano;
- Strada provinciale 238, Corigliano d'Otranto-Sogliano Cavour

### Ferrovie
Corigliano d'Otranto è servito dall'omonima stazione ferroviaria posta sulla linea ferroviaria Zollino-Gagliano del Capo gestita dalle Ferrovie del Sud Est.

## Amministrazione
Di seguito è presentata una tabella relativa alle amministrazioni che si sono succedute in questo comune.
| Periodo           | Periodo           | Primo cittadino        | Partito                                                        | Carica              | Note   |
| ----------------- | ----------------- | ---------------------- | -------------------------------------------------------------- | ------------------- | ------ |
| 16 ottobre 1988   | 12 marzo 1991     | Dante Nicola Blagho    | Partito Comunista Italiano, Partito Democratico della Sinistra | Sindaco             | [ 27 ] |
| 12 marzo 1991     | 13 gennaio 1993   | Antonio Luchena        | Partito Socialista Italiano                                    | Sindaco             | [ 27 ] |
| 23 gennaio 1993   | 7 giugno 1993     | Amedeo Nicola Specchia | Partito Socialista Italiano                                    | Sindaco             | [ 27 ] |
| 7 giugno 1993     | 28 aprile 1997    | Amedeo Nicola Specchia | Partito Socialista Italiano                                    | Sindaco             | [ 27 ] |
| 28 aprile 1997    | 14 maggio 2001    | Salvatore Fiore        | Partito Popolare Italiano                                      | Sindaco             | [ 27 ] |
| 14 maggio 2001    | 30 maggio 2006    | Salvatore Fiore        | L'Ulivo                                                        | Sindaco             | [ 27 ] |
| 30 maggio 2006    | 18 gennaio 2010   | Maria Addolorata Fiore | L'Ulivo                                                        | Sindaco             | [ 27 ] |
| 22 gennaio 2010   | 30 marzo 2010     | Rosa Maria Simone      |                                                                | Comm. straordinario | [ 27 ] |
| 30 marzo 2010     | 1º giugno 2015    | Maria Addolorata Fiore | lista civica                                                   | Sindaco             | [ 27 ] |
| 1º giugno 2015    | 21 settembre 2020 | Addolorata Manti       | lista civica                                                   | Sindaco             | [ 27 ] |
| 21 settembre 2020 | in carica         | Addolorata Manti       | lista civica                                                   | Sindaco             | [ 27 ] |

### Gemellaggi
- Ilion, dal 2008